# Laax

Bild von Werner Friedli von 1949

Laax (deutsch, rätoromanisch Lags [laːks]ⓘ) ist eine politische Gemeinde in der Surselva in der Region Surselva des Kantons Graubünden in der Schweiz.
Die offizielle Sprache ist Sursilvan. Der Ortsname (ursprünglich Lags) bedeutet «Seen». Die Flurnamen Lavanuz und Nagiens gelten als vorrömisch.

## Geographie
Das Gemeindegebiet reicht vom Laaxer Tobel hinauf bis zur Wasserscheide der Bündner und Glarner Berge und zum Vorabgletscher. Auf dem Gemeindegebiet liegen die Seen Lag digl Oberst und der Laaxersee. Oberhalb von Laax liegt der für seine Auerhuhn-Population bekannte Uaul Taviarna. Im Osten des Dorfes liegt ein tiefes Tobel, durch das sich der Bach Ual da Mulin seinen Weg durch den Schutt des Flimser Bergsturzes gegraben hat.

## Geschichte
Schalensteine megalithischer Natur weisen in die frühe Urgeschichte. Eine Siedlung Laax entstand erst im Hochmittelalter durch Rodungsarbeit freier romanischer Bauern auf Allmendgebiet von Sagogn. Älteren Ursprungs als das Dorf Laax waren die 765 erwähnten Gebäude in Lavanuz  mit Ackerflur und Wässerwiesen, als Bischof Tello von Chur zahlreiche Gebiete der unteren Surselva, darunter auch seinen Erbteil der Ortschaft Flemme (Flims), dem Kloster Disentis vermachte. Das Dorf Laax wird 1290 als Lages in einem Verzeichnis der Kathedrale von Chur erstmals erwähnt. Um 1300 bildete Laax mit der Burg Lagenberg (romanisch Cuolm Liung) und der Marktstätte Marcau  ein Zentrum der Herrschaft Laax und des Verbandes der Freien ob dem Flimserwald. Ob die gesamte Bevölkerung von Laax diesem Verband angehörte, ist nicht bekannt.
Kirchlich gehörte Laax bis 1525 zur Pfarrkirche Sagogn, ab 1309 als selbstständige Kaplanei. Die Kirchenpatrone Otmar und Gallus bestätigen die späte Entstehung der Siedlung. Drei Wegkapellen wurden um 1500 erbaut: St. Jakob am alten Weg nach Sagogn, St. Sebastian am alten Weg nach Ilanz und St. Nikolaus an der Landstrasse nach Flims. Eine sukzessive Herauslösung des Dorfes Laax, von Berggütern und Alpen aus dem ökonomischen Verband mit Sagogn ab dem 15. Jahrhundert war erst im 19. Jahrhundert abgeschlossen. Kirchlich gehörte Laax zuerst ebenfalls zu Sagogn. 1677 weihte der Churer Bischof Ulrich de Mont die neue Laaxer Pfarrkirche den Schutzpatronen Gallus und Otmar. Eine Dorfordnung in deutscher Fassung stammt von 1645, eine rätoromanische Version aus dem 19. Jahrhundert. Zwischen 1654 und 1732 fanden wiederholt Hexenprozesse statt.
Im Habsburger Urbar von 1309 wird der Markt und die Gerichtsstätte der Freien von Laax erwähnt. 1428 kauften sich die Freien von Laax für 300 Golddukaten von der Herrschaft des Grafen Rudolf VII. von Werdenberg-Sargans frei. 1434 begaben sie sich unter die Schirmherrschaft des Bischofs von Chur und wurden von ihm als «Freie Gotteshausleute» aufgenommen. Die Freien übten das Marktrecht aus und erhoben Zölle. Stattliche Patrizierhäuser sind Zeuge des Wohlstandes der Bewohner. Im Mittelalter bildete Laax mit Sagogn eine Marktgenossenschaft. Nach der Auflösung des Gerichts Laax-Seewis 1851 wurde die Gemeinde dem Kreis Ilanz zugewiesen.
Im 19. Jahrhundert entstanden diverse Gewerbebetriebe: Mühle und Säge am Ual da Mulin, Gerberei und zwei Färbereien am Ufer des Lag Grond, eine Schmiede im Dorfkern sowie Kalkgruben und -öfen (caltgeras, 1550 erwähnt) in der Umgebung. Eine wichtige Bauphase setzte um 1850 ein und wurde 1874 durch den Dorfbrand beschleunigt, dem sechs Häuser und drei Ställe zum Opfer fielen.
Der Luftkurort Laax nahm Ende des 19. Jahrhunderts mit der Eröffnung des ersten Hotels und einem Ferienkoloniegebäude einen ersten, bescheidenen Anfang. 1880 öffnet das Hotel «Seehof» mit angeschlossener Badeanstalt seine Tore. Ein rasanter touristischer Aufschwung setzte in den 1960er Jahren ein: Die Bergbahnen Crap Sogn Gion wurden 1962 eröffnet und seither ständig ausgebaut, die Alpen von Nagiens und des Vorabgletschers als (Sommer-)Skigebiet erschlossen. Eine enorme Bautätigkeit von Hotels, Appartementhäuser und Parahotellerie führte auch zur Entstehung von Retortendörfern in Cons, Marcau, Uletsch und Murschetg. Der Rückgang der Landwirtschaft, eine übermässige Verteuerung des Bodens sowie starke Belastungen durch den motorisierten Verkehr waren die Folgen. 1990 gab es in Laax noch sieben Bauernbetriebe; 2000 arbeiteten vier Fünftel der in Laax Erwerbstätigen im dritten Sektor. Die 1974 gegründete Stiftung Pro Laax fördert Kunstschaffen, Brauchtum, Sport und namentlich die rätoromanische Sprache. Am 17. Oktober 1677 wurde die Kirche von Laax geweiht.

## Einwohnerentwicklung
| Bevölkerungsentwicklung | Bevölkerungsentwicklung | Bevölkerungsentwicklung | Bevölkerungsentwicklung | Bevölkerungsentwicklung | Bevölkerungsentwicklung | Bevölkerungsentwicklung | Bevölkerungsentwicklung | Bevölkerungsentwicklung | Bevölkerungsentwicklung | Bevölkerungsentwicklung |
| ----------------------- | ----------------------- | ----------------------- | ----------------------- | ----------------------- | ----------------------- | ----------------------- | ----------------------- | ----------------------- | ----------------------- | ----------------------- |
| Jahr                    | 1850                    | 1900                    | 1950                    | 1970                    | 2000                    | 2010                    | 2016                    | 2019                    | 2020                    | 2023                    |
| Einwohner               | 277                     | 280                     | 328                     | 480                     | 1150                    | 1551                    | 1725                    | 1885                    | 1974                    | 2112                    |

## Skigebiet
Oberhalb von Laax liegt das Skigebiet LAAX mit 224 Pistenkilometern und 28 Liftanlagen. Es erstreckt sich über die Gemeindegebiete von Flims, Laax und Falera und ist auch von diesen Gemeinden her zugänglich. Das Skigebiet wird von der Weissen Arena Gruppe betrieben und vermarktet. Die Weisse Arena Gruppe nahm ihren Anfang 1996 mit dem Zusammenschluss der Bergbahnen Crap Sogn Gion und den Bergbahnen Flims. Der Crap Sogn Gion wurde 1962 touristisch erschlossen.

## Sehenswürdigkeiten

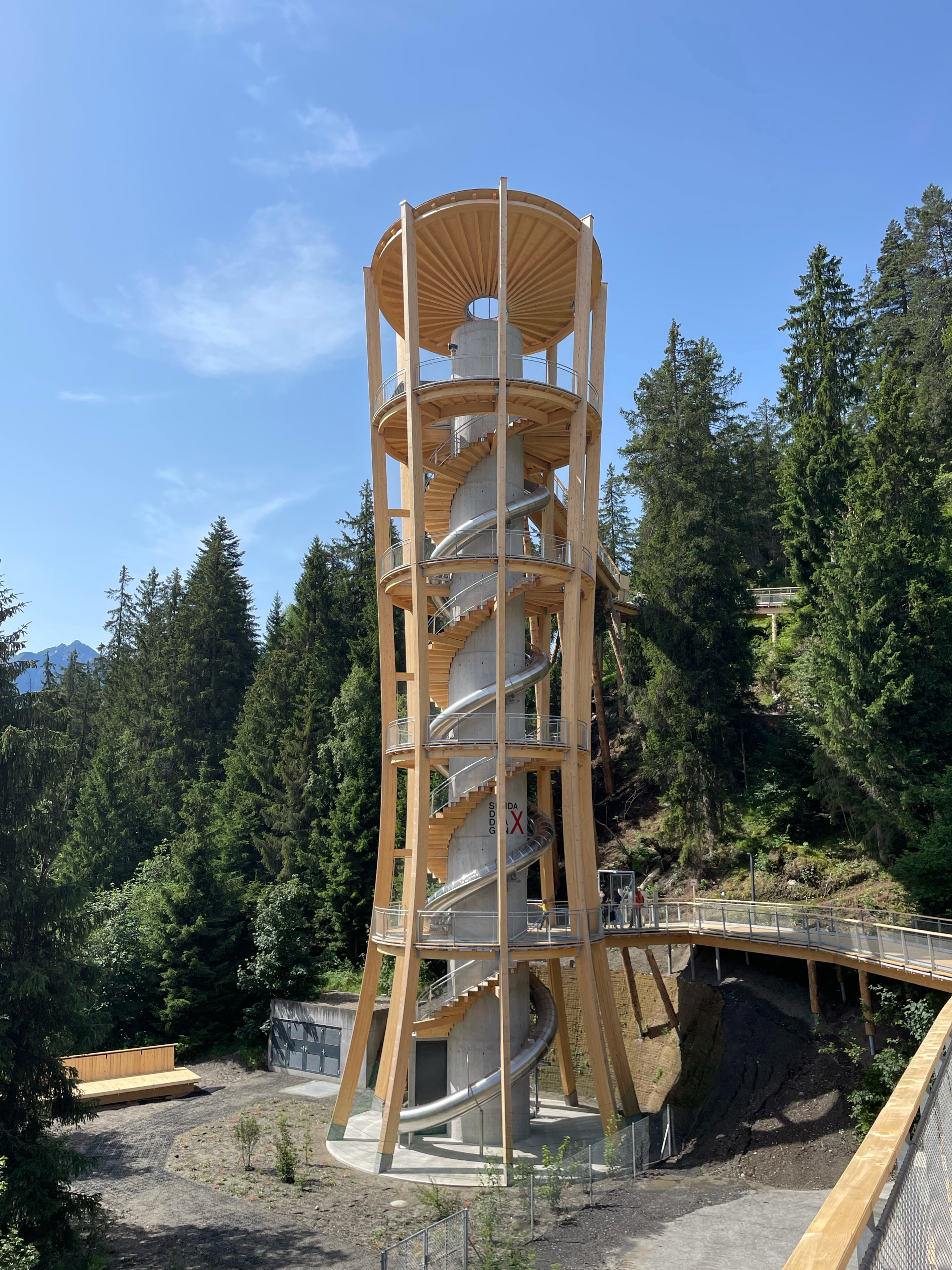
Waldwipfelpfad Laax – Turm Murschetg

- Katholische Pfarrkirche St. Otmar und Gallus[8]
- Villa Van der Ploeg, Wohnhaus von Rudolf Olgiati, 1966–67
- Der grosse Findling Crap Fraissen oberhalb des Laaxersees
- Der Waldwipfelpfad Laax gilt als der längste Baumwipfelpfad der Welt. Er ist 1,560 Kilometer lang und wurde am 11. Juli 2021 eingeweiht.
- Der Planetenweg Falera führt von Falera Richtung Laax

## Bilder

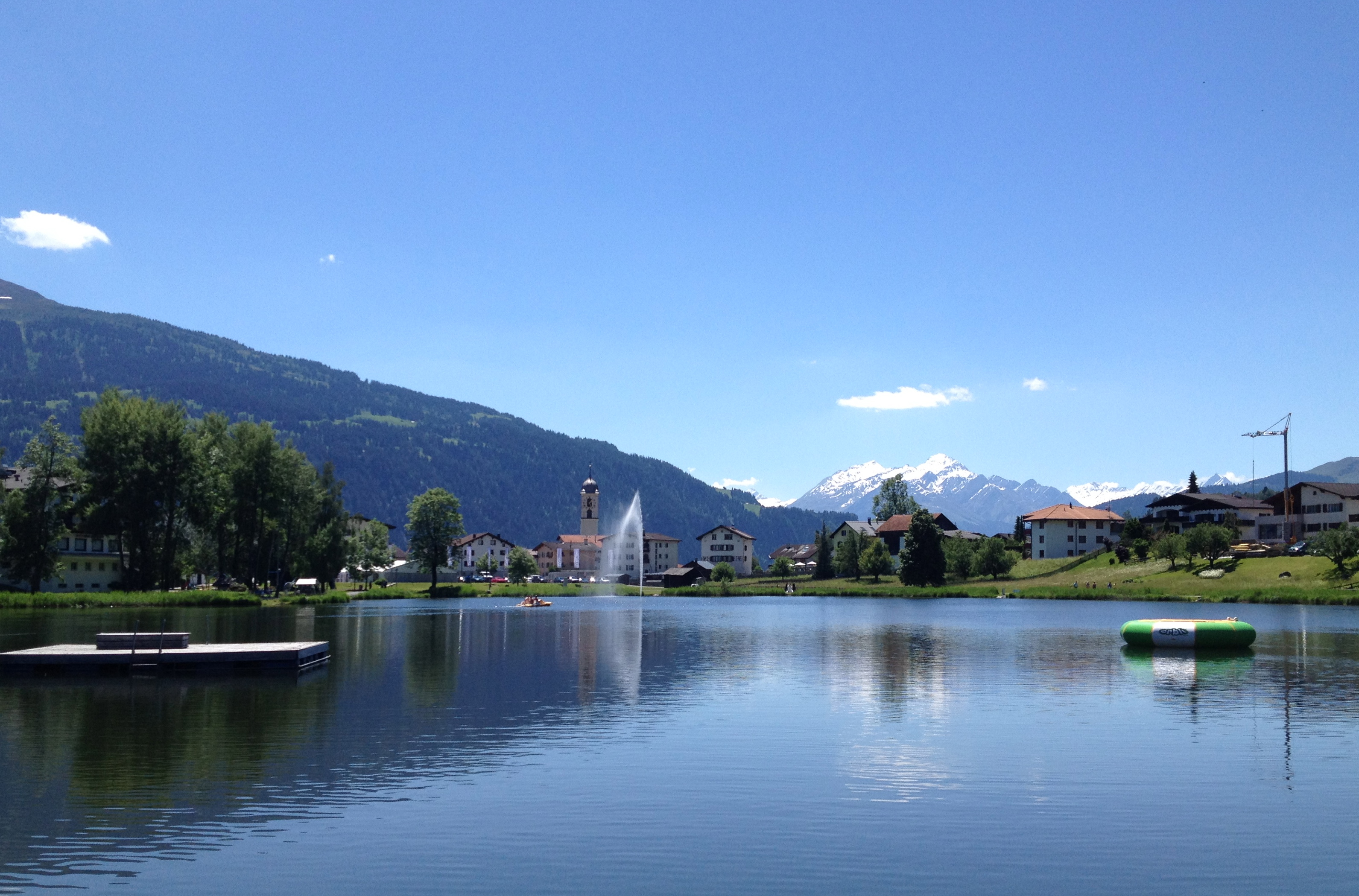
Laaxersee (Lag Grond)
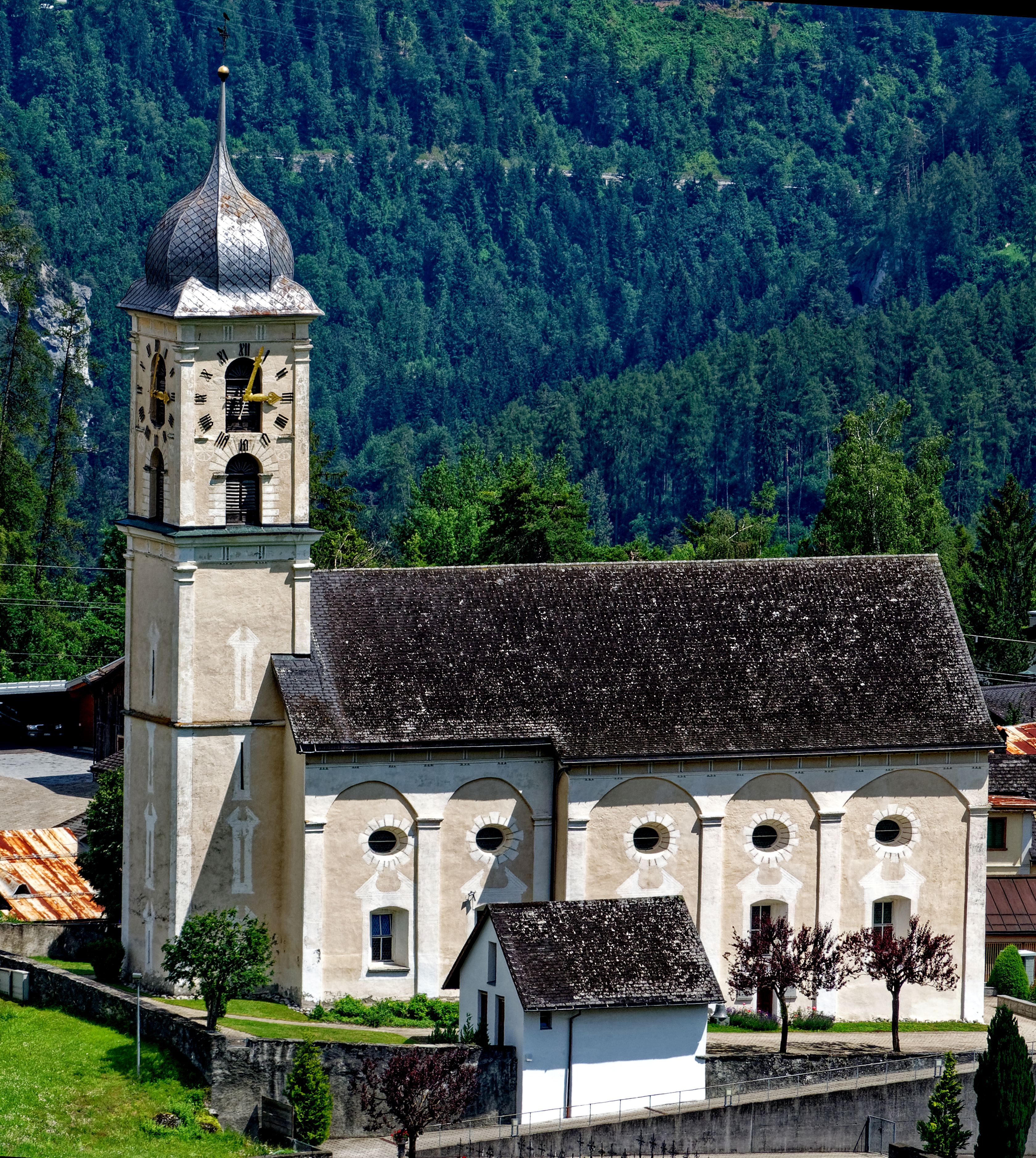
Pfarrkirche St. Otmar und Gallus
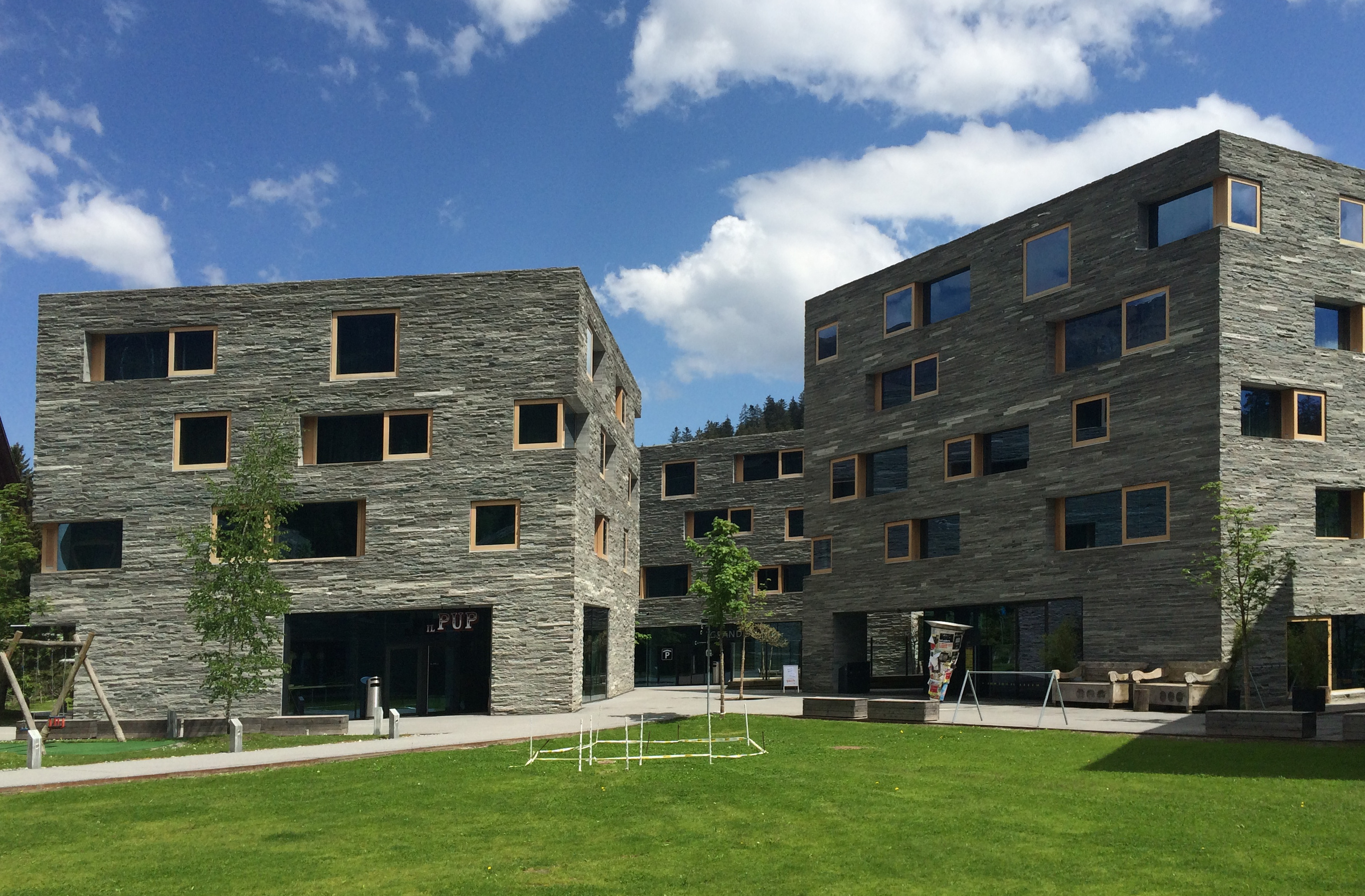
Appartementanlage Rock Resort
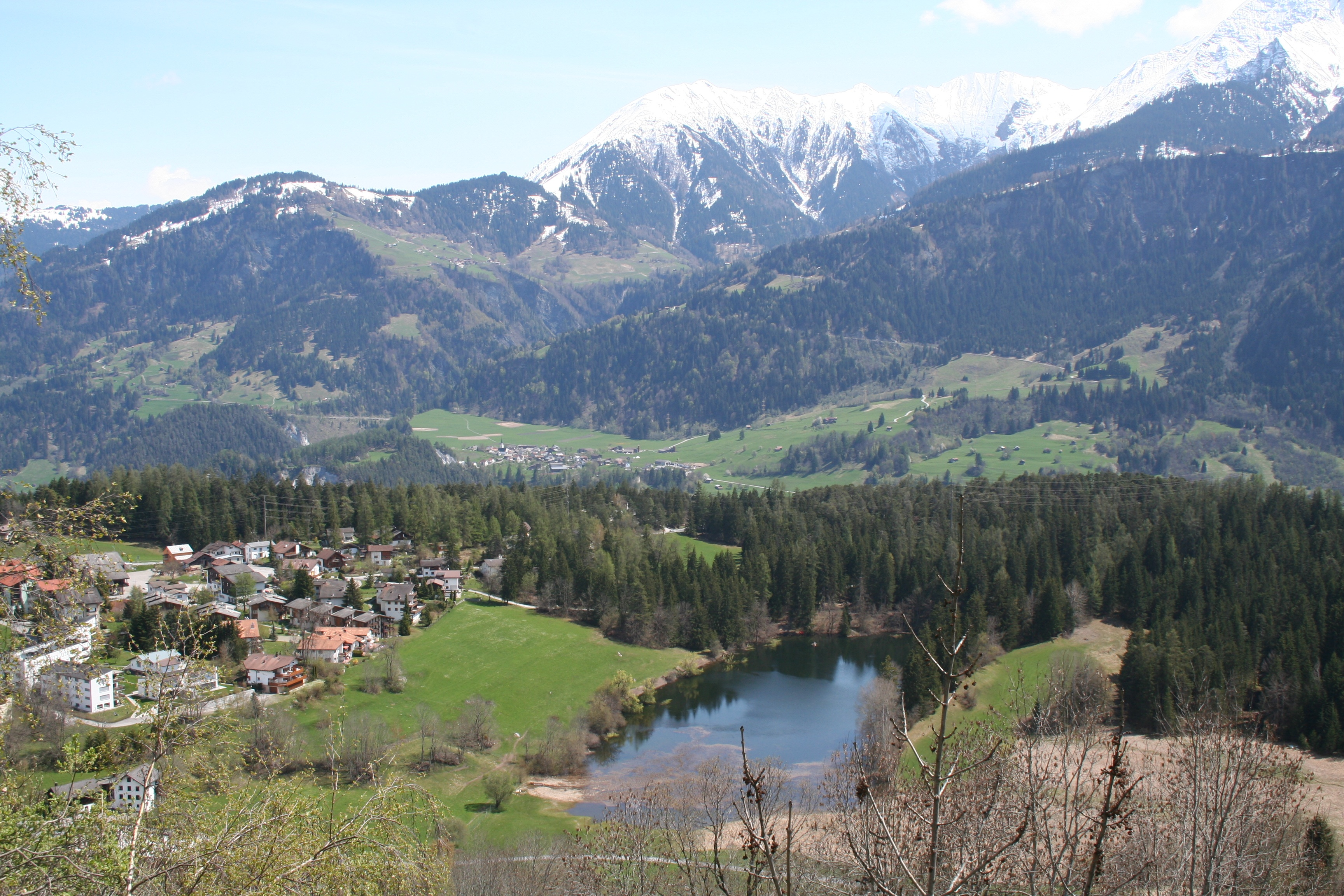
Naturschutzgebiet Lag digl Oberst

## Söhne und Töchter (Auswahl)
- Johann Rudolf von Toggenburg (1818–1893), Richter und Politiker
- Bruno Cathomas (* 1965), Schauspieler

## Trivia
- Die Kapitel No Rainbow und The Legend of The Fall im englischsprachigen Roman Angel von Sebastian Michael spielen mehrheitlich in Laax. Optimist Books, 2009, ISBN 978-1-4092-2896-7 (Hardback), ISBN 978-1-4092-2900-1 (Paperback).